# Beb Bakhuys

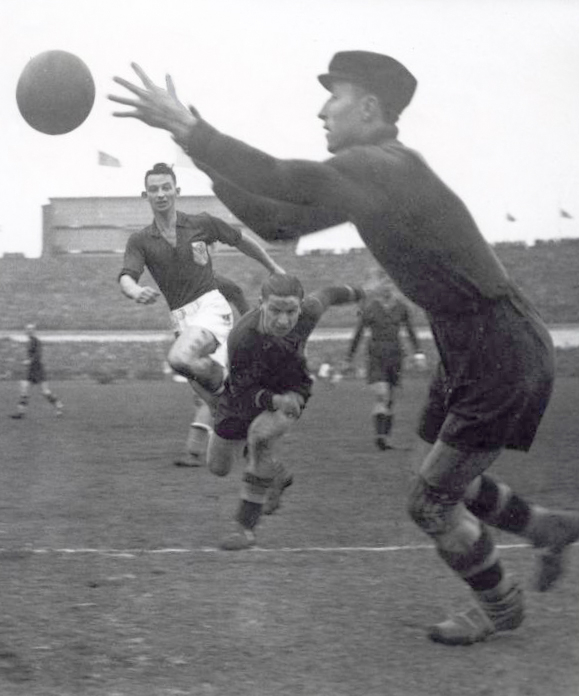
Beb Bakhuys in 1935

Elisa Hendrik Bakhuijs, besser bekannt als Beb oder Bep Bakhuys (* 16. April 1909 in Pekalongan, Niederländisch-Ostindien, heute Indonesien; † 7. Juli 1982 in Den Haag), war ein niederländischer Fußballspieler.
Während seiner Karriere spielte er unter anderem für den VVV Venlo, den ZAC aus Zwolle und den HBS Craeyenhout. Als er 1937 zum FC Metz nach Frankreich wechselte, war er der erste Niederländer, der einen Vertrag im Ausland als Profifußballer unterzeichnete. Nach der Besetzung Lothringens ging er zeitweilig wieder in die ebenfalls besetzten Niederlande, eine Zeit lang wurde er in seinem Zivilberuf als Werkzeugmacher nach Leipzig beordert, ehe ihn sein Verein erneut nach Metz holte. Nach dem Ende seiner Laufbahn im Jahr 1947 kehrte er wieder in die Niederlande zurück. 
Zwischen 1928 und 1937 bestritt er 23 Spiele für die Niederländische Fußballnationalmannschaft und konnte dabei 28 Tore erzielen.
Bakhuijs nahm an der Fußball-Weltmeisterschaft 1934 teil. Nachdem er 1937 den  Profivertrag bei Metz unterzeichnete, musste er das Nationalteam verlassen, da zu der Zeit in den Niederlanden nur Amateure spielen durften.